# Martin Stranzl
Martin Stranzl (Güssing, Austria, 16 de junio de 1980) es un exfutbolista austríaco nacionalizado alemán. Jugaba de defensa y su último equipo fue el Mönchengladbach.

## Biografía
Stranzl empezó su carrera futbolística a los 17 años cuando se mudó a Alemania en 1997 para ingresar en las categorías inferiores del TSV 1860 Múnich. Con la primera plantilla debutó el 1 de mayo de 1999 contra el FC Hansa Rostock. En la temporada siguiente empezó a ser un fijo en el once titular.
En 2004 el equipo descendió a la 2. Bundesliga y el jugador decidió fichar por el VfB Stuttgart.
En 2006 se marchó a jugar a la liga rusa al Spartak de Moscú.
En diciembre de 2010 se hizo oficial su vuelta al fútbol alemán tras fichar por el Borussia Mönchengladbach. Sería su último equipo, anunciando el 8 de marzo de 2016 su retirada a final de temporada.

## Selección nacional
Fue internacional con la selección de fútbol de Austria en 56 ocasiones. Su debut como internacional se produjo el 29 de marzo de 2000 en un partido contra Suecia.
Fue convocado por su selección para participar en la Eurocopa de Austria y Suiza de 2008, donde fue un fijo en el once titular jugando los tres partidos de su equipo en el torneo.

## Clubes
- Actualizado a fin de carrera.

| TSV 1860 Múnich · Alemania | 1.ª           | 1998-99       | 3   | 0  | -  | - | -  | - | 3   | 0  | 0    |
| TSV 1860 Múnich · Alemania | 1.ª           | 1999-00       | 22  | 0  | -  | - | -  | - | 22  | 0  | 0    |
| TSV 1860 Múnich · Alemania | 1.ª           | 2000-01       | 22  | 1  | 2  | 0 | 8  | 0 | 32  | 1  | 0.03 |
| TSV 1860 Múnich · Alemania | 1.ª           | 2001-02       | 7   | 1  | 1  | 0 | -  | - | 8   | 1  | 0.13 |
| TSV 1860 Múnich · Alemania | 1.ª           | 2002-03       | 19  | 2  | 2  | 0 | 1  | 0 | 22  | 2  | 0.09 |
| TSV 1860 Múnich · Alemania | 1.ª           | 2003-04       | 23  | 0  | 1  | 0 | -  | - | 24  | 0  | 0    |
| TSV 1860 Múnich · Alemania | Total club    | Total club    | 96  | 4  | 6  | 0 | 9  | 0 | 111 | 4  | 0.04 |
| VfB Stuttgart · Alemania | 1.ª           | 2004-05       | 29  | 1  | 5  | 0 | 7  | 0 | 41  | 1  | 0.02 |
| VfB Stuttgart · Alemania | 1.ª           | 2005-06       | 15  | 0  | 2  | 1 | 7  | 0 | 24  | 1  | 0.04 |
| VfB Stuttgart · Alemania | Total club    | Total club    | 44  | 1  | 7  | 1 | 14 | 0 | 65  | 2  | 0.03 |
| Spartak Moscú · Rusia | 1.ª           | 2006          | 12  | 0  | -  | - | 9  | 0 | 21  | 0  | 0    |
| Spartak Moscú · Rusia | 1.ª           | 2007          | 19  | 2  | 1  | 0 | 8  | 0 | 28  | 2  | 0.07 |
| Spartak Moscú · Rusia | 1.ª           | 2008          | 17  | 0  | 1  | 0 | 3  | 0 | 21  | 0  | 0    |
| Spartak Moscú · Rusia | 1.ª           | 2009          | 19  | 1  | -  | - | -  | - | 19  | 1  | 0.05 |
| Spartak Moscú · Rusia | 1.ª           | 2010          | 15  | 0  | 1  | 0 | 3  | 0 | 19  | 0  | 0    |
| Spartak Moscú · Rusia | Total club    | Total club    | 82  | 3  | 3  | 0 | 23 | 0 | 108 | 3  | 0.03 |
| Borussia Mönchengladbach · Alemania | 1.ª           | 2010-11       | 19  | 1  | -  | - | -  | - | 19  | 1  | 0.05 |
| Borussia Mönchengladbach · Alemania | 1.ª           | 2011-12       | 22  | 0  | 4  | 1 | -  | - | 26  | 1  | 0.04 |
| Borussia Mönchengladbach · Alemania | 1.ª           | 2012-13       | 26  | 5  | 2  | 0 | 7  | 1 | 35  | 6  | 0.17 |
| Borussia Mönchengladbach · Alemania | 1.ª           | 2013-14       | 30  | 2  | 1  | 0 | -  | - | 31  | 2  | 0.06 |
| Borussia Mönchengladbach · Alemania | 1.ª           | 2014-15       | 19  | 0  | 3  | 0 | 8  | 0 | 30  | 0  | 0    |
| Borussia Mönchengladbach · Alemania | 1.ª           | 2015-16       | 4   | 0  | -  | - | -  | - | 4   | 0  | 0    |
| Borussia Mönchengladbach · Alemania | Total club    | Total club    | 120 | 8  | 10 | 1 | 15 | 1 | 145 | 10 | 0.07 |
| Total carrera | Total carrera | Total carrera | 342 | 16 | 26 | 2 | 61 | 1 | 427 | 19 | 0.04 |
| (1) Incluye datos de Copa de Alemania, Copa de la Liga de Alemania y Copa de Rusia. (2) Incluye datos de Liga de Campeones de la UEFA, Liga Europa de la UEFA y Copa Intertoto de la UEFA. (3) No incluye goles en partidos amistosos. |               |               |     |    |    |   |    |   |     |    |      |